# Phạm Kim Ngọc
Phạm Kim Ngọc (17 tháng 3 năm 1928 — 14 tháng 12 năm 2019) là nhà kinh tế học Việt Nam Cộng hòa từng giữ chức Tổng trưởng Bộ Kinh tế Việt Nam Cộng hòa từ năm 1969 đến năm 1973. Ông là Tổng trưởng Kinh tế tại vị lâu nhất của đất nước. Ông di cư sang Mỹ từ sau sự kiện 30 tháng 4 năm 1975 và mất tại Thành phố Hồ Chí Minh, Việt Nam vào năm 2019.

## Tiểu sử

### Thân thế
Phạm Kim Ngọc sinh ra trong một gia đình khá giả tại Hà Nội vào ngày 17 tháng 3 năm 1928 (có thuyết nói là năm 1929).
Ông được gia đình cho đi học trung học tại Hồng Kông, rồi về sau ông sang Anh du học vào năm 1949. Năm 1952, ông thi đậu bằng Cử nhân Khoa học Kinh tế tại Đại học London (Đại học Southampton), Từ năm 1952 đến năm 1955, ông theo học tại Trường Kinh tế và Khoa học Chính trị Luân Đôn.

### Sự nghiệp
Sau khi tốt nghiệp, trong suốt thời gian thực tập tại Ngân hàng Standard Chartered, ông hay tin miền Nam Việt Nam giành độc lập khỏi thực dân Pháp, đồng thời được biết rằng Giáo sư Vũ Quốc Thúc, tân Thống đốc Ngân hàng Quốc gia Việt Nam, muốn thành lập một ngân hàng thương tín ở Sài Gòn. Ông liền giã từ cuộc sống thoải mái tại Luân Đôn, và trở về Sài Gòn mà không thông báo cho bạn hữu. Ông vừa về đến Sài Gòn liền xin yết kiến Giáo sư Vũ Quốc Thúc mà ông chưa hề quen biết. Giáo sư Thúc rất vui khi gặp ông và tuyển dụng ngay vì ông thông thạo Anh ngữ và hiểu biết nhiều về dịch vụ ngân hàng thương mại tân thời so với chế độ của Pháp trước đây. Ông giữ chức Phó Giám đốc Ngân hàng Việt Nam Thương tín từ năm 1955 đến năm 1967.:35
Giữa năm 1966 (có thuyết nói là năm 1967), ông vào làm trong Bộ Kinh tế Việt Nam Cộng hòa và giữ chức Thứ trưởng trong sáu tháng.:35 Năm 1967, ông bỏ Ngân hàng Việt Nam Thương tín để thành lập công ty đầu tư.:35 Từ năm 1968 đến năm 1969, ông giữ chức vụ Tổng Giám đốc Công ty Đầu tư Sài Gòn.
Năm 1969, Tổng thống Nguyễn Văn Thiệu mời cựu Thống đốc Ngân hàng Quốc gia Nguyễn Hữu Hanh làm Tổng trưởng Bộ Kinh tế, nhưng ông Hanh từ chối và vì muốn giữ chức vụ Chánh Đại diện Việt Nam Cộng hòa tại Quỹ Tiền tệ Quốc tế ở Washington, D.C, cho nên đề nghị Thủ tướng Khiêm chọn Phạm Kim Ngọc thay thế mình. Trong suốt thời gian làm Tổng trưởng Kinh tế, Tổng thống Nguyễn Văn Thiệu và Thủ tướng Trần Thiện Khiêm đã yêu cầu ông thực hiện kế hoạch “khắc khổ” nhằm chuyển đổi nền kinh tế Việt Nam Cộng hòa từ tình trạng suy thoái phải phụ thuộc vào viện trợ của Mỹ thành một nền kinh tế độc lập và tự chủ. Cùng với Tổng trưởng Tài chánh Nguyễn Bích Huệ, ông đã soạn thảo hơn 200 loại thuế bao gồm mọi thứ, từ nhu yếu phẩm như đường, xăng và dầu diesel đến những thứ xa xỉ như rượu vang và rượu mạnh. Tại một hội nghị chuyên đề năm 2016 về chế độ Việt Nam Cộng hòa tại Berkeley, California ông đành phải thừa nhận rằng kế hoạch “khắc khổ” của mình đã thất bại do thiếu tính thực tế.
Tháng 8 năm 1973, ông được chuyển sang làm Tổng trưởng Bộ Kế hoạch. Cùng năm, ông rời bỏ chính trường,  và đứng ra lập nên Ngân hàng Nông Doanh vào tháng 3 năm sau, hoạt động cho đến khi xảy ra biến cố 30 tháng 4 năm 1975.:35

### Lưu vong
Sau năm 1975, ông di cư sang Mỹ và sống ẩn dật ở bang Virginia. Về sau, ông tham dự các cuộc hội thảo về chính sách kinh tế của mình dưới thời Việt Nam Cộng hòa. Tháng 10 năm 2016, tại hội thảo về Việt Nam Cộng hòa tại Đại học California, Berkeley, ông đã giới thiệu nỗ lực của nhóm mình nhằm tránh thảm họa tài chính sau khi người Mỹ bắt đầu rút viện trợ vào năm 1969.:7 Nội dung bài phát biểu này được đưa vào trong cuốn sách nhan đề Việt Nam Cộng hòa, 1955–1975: Quan điểm của người Việt về xây dựng đất nước (The Republic of Vietnam, 1955–1975: Vietnamese Perspectives on Nation Building) xuất bản năm 2019.
Ông qua đời ngày 14 tháng 12 năm 2019 tại Thành phố Hồ Chí Minh, Việt Nam, hưởng thọ 91 tuổi.

## Dầu hỏa
Một nhiệm vụ quan trọng trong nhiệm kỳ làm Tổng trưởng Bộ Kinh tế của Phạm Kim Ngọc là khởi động kế hoạch tìm kiếm dầu hỏa ở Biển Đông.
Ngày 1 tháng 12 năm 1970, Tổng thống Nguyễn Văn Thiệu đã ban hành Đạo luật Dầu hỏa VNCH số 011/70. Ngày 7 tháng 1 năm 1971, Thủ tướng Trần Thiện Khiêm đã ký Nghị định số 003-SL/KT thành lập Ủy ban Dầu hỏa, do Tổng trưởng Kinh tế Phạm Kim Ngọc làm Chủ tịch Ủy ban. Tháng 6 cùng năm, ông tuyên bố sẽ cấp phép tìm kiếm, thăm dò và khai thác dầu hỏa trên thềm lục địa dưới hình thức đấu thầu.

## Đời tư
Phạm Kim Ngọc tin theo tín ngưỡng Phật giáo. Theo cuốn Who's who in Vietnam xuất bản năm 1974, ông đã lập gia đình và có 4 người con với vợ.

## Vinh danh
- Huân chương Cảnh tinh Đại thụ Trung Hoa Dân Quốc.[11]